# アマゾンの戦い (ルーベンス)
『アマゾンの戦い』（アマゾンのたたかい、独: Die Amazonenschlacht、英: The Battle of the Amazons）、または『アマゾノマキア』（英: Amazonomachy）は、フランドルのバロック期の巨匠ピーテル・パウル・ルーベンスが1618年ごろ、板上に油彩で制作した絵画である。古代ギリシア軍と、女性だけの戦士のアマゾン軍との神話上の戦闘を描いている。デュッセルドルフ絵画館にあった作品であるが、1806年以来、ミュンヘンのアルテ・ピナコテークに所蔵されている。

## 作品
この作品においては、レオナルド・ダ・ヴィンチ作『アンギアーリの戦い』が重要な役割を果たしている。ルーベンスはレオナルドの作品にもとづいた複製を制作していた。さらに、本作の構図は、直接的にティツィアーノの『カドーレの戦い』 (1577年焼失) にもとづいている。その他、ギリシア軍とアマゾン軍の戦闘を表現している古代の石棺の浮彫も本作に影響を与えている。
橋を中心にして人馬が渦巻き状に密集し、激烈な戦いが繰り広げられており、とりわけ橋の右手から水面に落下するアマゾン軍と馬の表現はすさまじい。ギリシア軍が左から押し寄せており、彼らが勝者となるであろう。緊迫した主題に、素早く流れるような絵画様式が対応している。力強い筆致で、ルーベンスは川から上がる水しぶき、たなびく馬のたてがみ、攻撃しようとする兵士の動きの力を表現した。 ドイツの美術史家ハインリヒ・ヴェルフリンは、瞬間的運動を視覚に忠実に再現しようとする傾向をバロック美術の重要な特質として指摘しているが、本作は本来非時間的な芸術である絵画に運動の印象が可能な限り表現された例といえるだろう。
この絵画は以前、アントウェルペンの富裕な商人コルネリス・ファン・デル・ヒーストのコレクションにあり、1630年代にヴィレム・ファン・ハーヒトが制作したファン・デル・ヒーストの画廊の絵画に見ることができる。

## ギャラリー

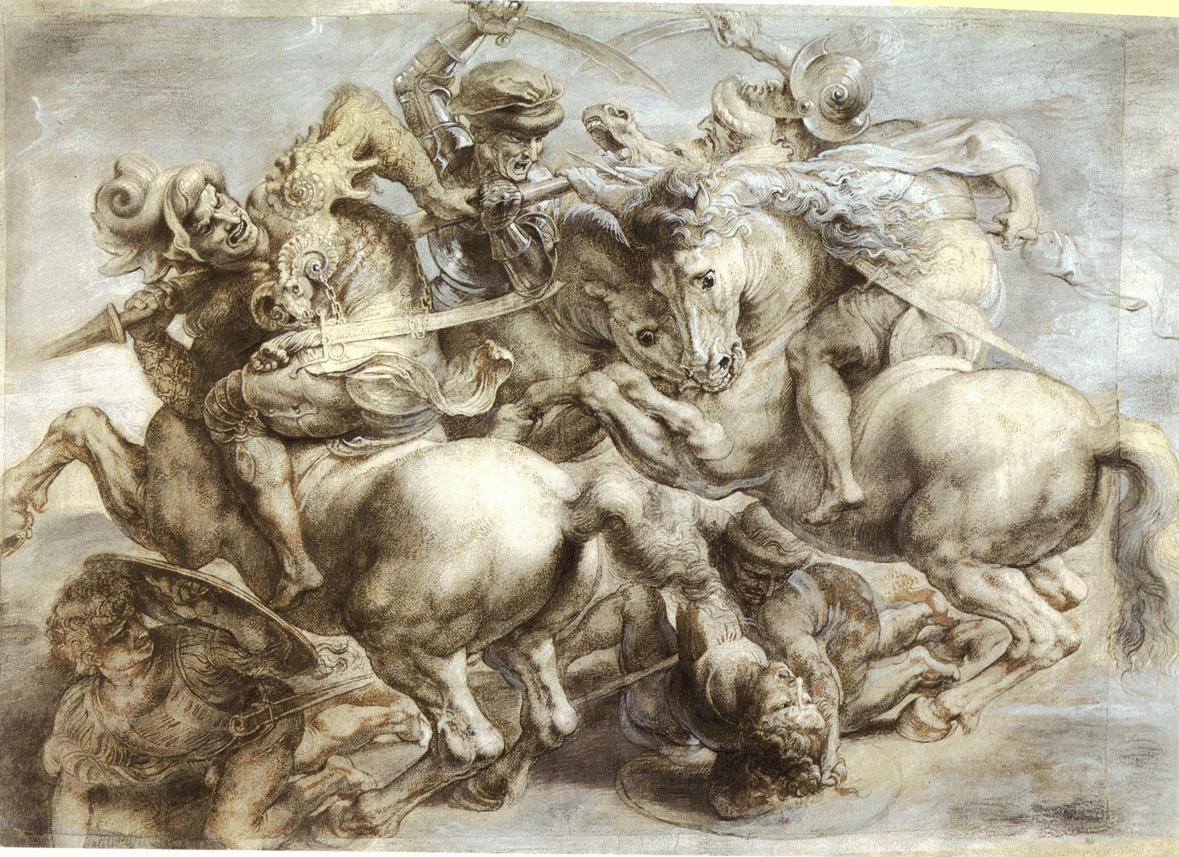
ルーベンス『アンギアーリの戦い』 (レオナルド・ダ・ヴィンチの作品にもとづく模写)、1630年
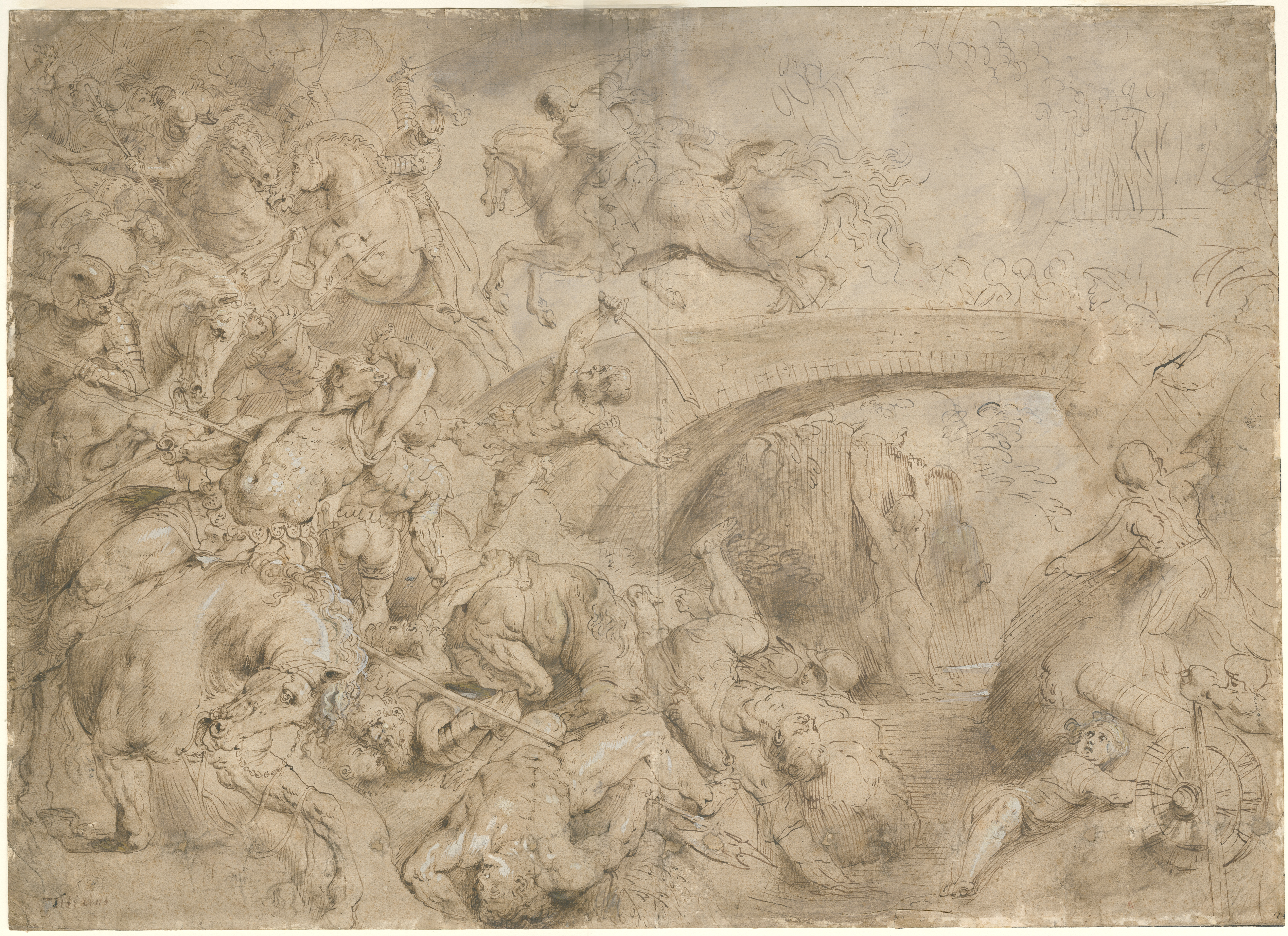
ルーベンス『カドーレの戦い』 (ティツィアーノの作品にもとづく模写)、17世紀前半
ヴィレム・ファン・ハーヒト『コルネリス・ファン・デル・ヒーストの画廊』、1628年
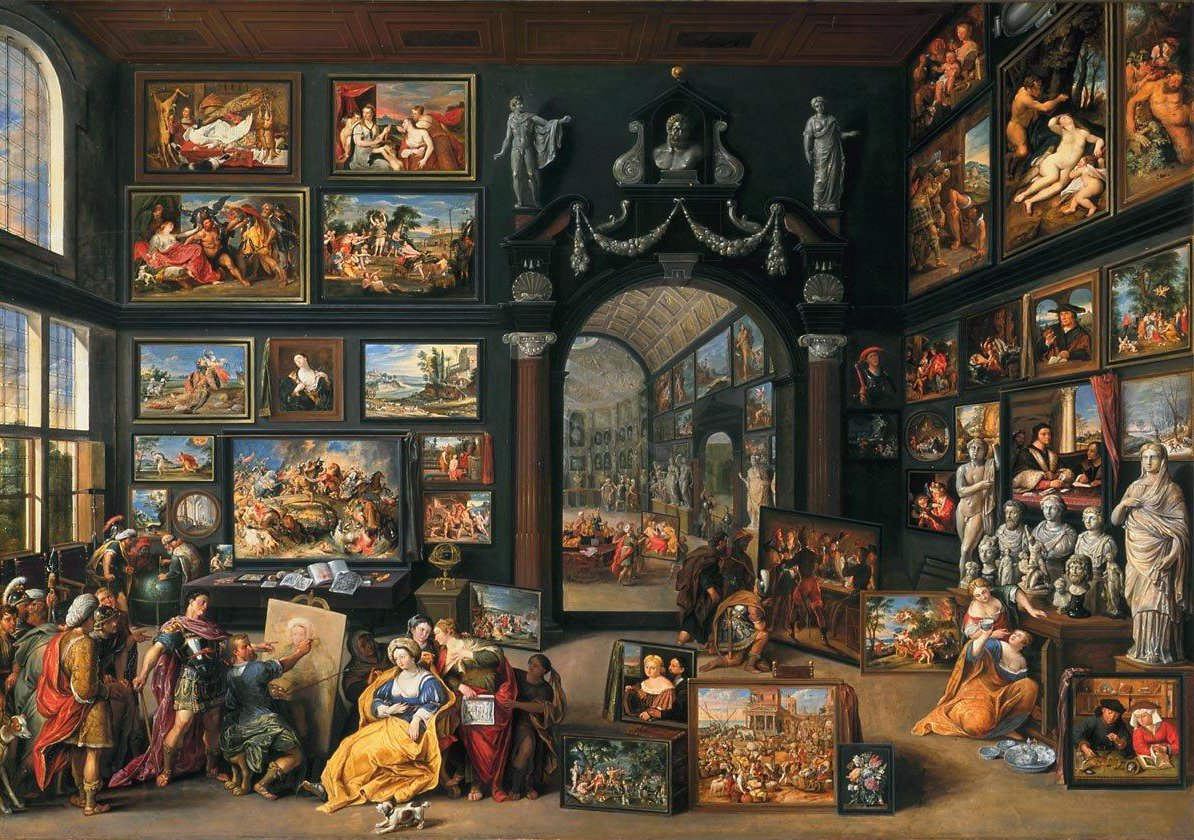
ヴィレム・ファン・ハーヒト『カンパスプを描くアペレス』、1630年